# Prefontaine Classic 2015
Navigation
Édition précédente Édition suivante
La Prefontaine Classic 2015 se déroule les 29 et 30 mai 2015 au stade Hayward Field d'Eugene, aux États-Unis. Il s'agit de la troisième étape de la Ligue de diamant 2015.

## Résultats

### Hommes
| Épreuve             | Vainqueur                            | Second                                    | Troisième                            |
| ------------------- | ------------------------------------ | ----------------------------------------- | ------------------------------------ |
| 200 m               | Justin Gatlin 19 s 68 (WL,MR,PB)     | Anaso Jobodwana 20 s 04 (NR)              | Nickel Ashmeade 20 s 18 (SB)         |
| 400 m               | Kirani James 43 s 95 (WL)            | Lashawn Merritt 44 s 51 (SB)              | Chris Brown 44 s 54 (SB)             |
| Mile                | Ayanleh Souleiman 3 min 51 s 10 (WL) | Matthew Centrowitz 3 min 51 s 20 (SB)     | Asbel Kiprop 3 min 51 s 25           |
| 110 m haies         | Pascal Martinot-Lagarde 13 s 06 (WL) | Aries Merritt 13 s 12 (SB)                | David Oliver 13 s 14 (SB)            |
| 3000 mètres steeple | Ezekiel Kemboi 8 min 01 s 71 (WL,MR) | Jairus Kipchoge Birech 8 min 01 s 83 (SB) | Conseslus Kipruto 8 min 05 s 20 (SB) |
| 400 m haies         | Johnny Dutch 48 s 20 (SB)            | Bershawn Jackson 48 s 22                  | Michael Tinsley 48 s 79 (SB)         |
| Saut en hauteur     | Mutaz Essa Barshim 2,41 m (WL,MR)    | Zhang Guowei 2,38 m (PB)                  | Erik Kynard 2,35 m (SB)              |
| Saut à la perche    | Renaud Lavillenie 6,05 m (WL,DLR,MR) | Sam Kendricks 5,80 m                      | Raphael Holzdeppe 5,80 m (SB)        |
| Lancer du poids     | Joe Kovacs 22,12 m                   | David Storl 21,92 m (SB)                  | Ryan Whiting 21,37 m (SB)            |
| Lancer du disque    | Piotr Malachowski 65,59 m            | Robert Urbanek 65,42 m (SB)               | Vikas Gowda 64,41 m                  |

### Femmes
| Épreuve           | Vainqueur                            | Seconde                                   | Troisième                                |
| ----------------- | ------------------------------------ | ----------------------------------------- | ---------------------------------------- |
| 100 m             | Shelly-Ann Fraser-Pryce 10 s 81 (WL) | Murielle Ahouré 10 s 81 (WL,NR)           | Tori Bowie 10 s 82 (SB)                  |
| 800 m             | Eunice Sum 1 min 57 s 82 (WL)        | Ajee Wilson 1 min 57 s 87 (SB)            | Brenda Martinez 1 min 59 s 06 (SB)       |
| 5 000 m           | Genzebe Dibaba 14 min 19 s 76 (MR)   | Faith Chepngetich Kipyegon 14 min 31 s 95 | Vivian Jepkemoi Cheruiyot 14 min 46 s 69 |
| Saut en longueur  | Tianna Bartoletta 7,11 m             | Christabel Nettey 6,99 m (NR)             | Lorraine Ugen 6,89 m                     |
| Triple saut       | Caterine Ibargüen 15,18 m            | Ekaterina Koneva 15,04 m (WL, MR, PB)     | Olha Saladuha 14,48 m                    |
| Lancer du javelot | Christina Obergföll 63,07 m (SB)     | Kara Winger 62,85 m                       | Madara Palameika 62,85 m                 |

## Légende
Records et Performances
- AR : Record continental (area record)
- CR : Record des championnats (championship record)
- MR : Record du meeting (meet record)
- NR : Record national (national record)
- OR : Record olympique (olympic record)
- PR : Record paralympique (paralympic record)
- PB : Record personnel (personal best)
- SB : Meilleure performance personnelle de la saison (season's best)
- WL : Meilleure performance mondiale de l'année (world leader)
- WJR : Record du monde junior (world junior record)
- WR : Record du monde (world record)

Circonstances et Conditions
- DNF : N'a pas terminé (did not finish)
- DNS : N'a pas pris le départ (did not start)
- DQ : Disqualification (disqualification)
- NM : Aucun essai valable enregistré (No Mark)
- Q : Qualifié « directement » au prochain tour (ou à la prochaine compétition), lors d'une compétition majeure, grâce au classement ou à la réalisation des minima (automatic qualifier)
- q : Qualifié au prochain tour (ou à la prochaine compétition), lors d'une compétition majeure, grâce au repêchage ou à la réalisation de l'une des meilleures performances parmi celles des « non qualifiés directement » (grâce au meilleur temps ou à la meilleure distance par exemple) (secondary qualifier)